# Dietrich Buxtehude
Dietrich Buxtehude (Bad Oldesloe o Helsingborg, 1637 – Lubecca, 9 maggio 1707) è stato un compositore e organista tedesco-danese.

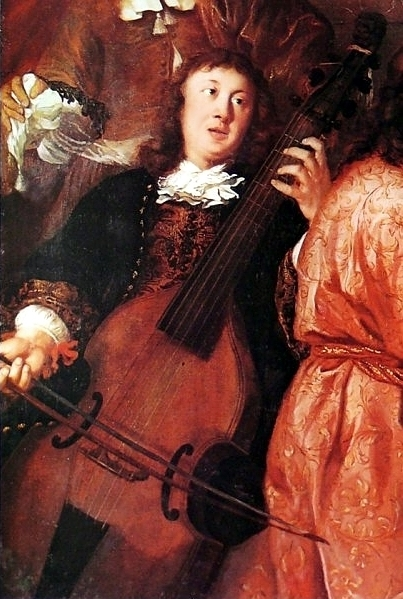
Particolare del dipinto Häusliche Musikszene di Johannes Voorhout, datato 1674. L'uomo ritratto sarebbe Dietrich Buxtehude.

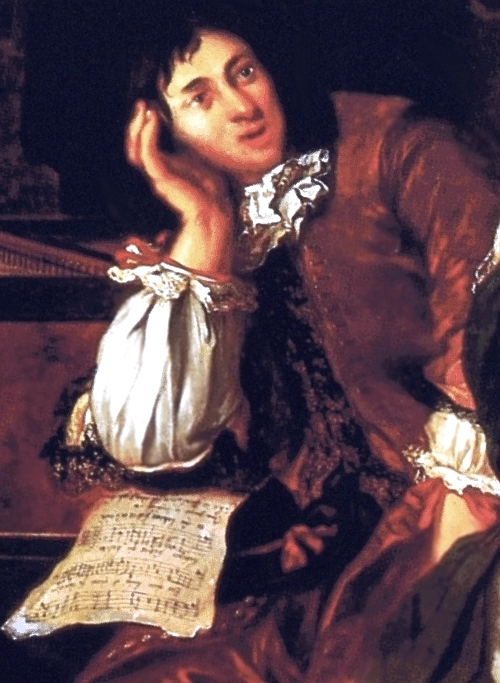
Un altro particolare dello stesso dipinto. La persona ritratta è stata a lungo erroneamente identificata con Buxtehude.

Uomo colto, poliglotta, ottimo strumentista e discreto poeta, Buxtehude sviluppò uno stile che abbracciò le varie forme compositive dell'epoca, come la fantasia, il corale e la fuga, e che influenzò molti compositori, fra i quali il giovane Johann Sebastian Bach. Le sue composizioni per organo sono considerate il vertice della scuola organistica tedesca del XVII secolo.
Buxtehude si spostò in varie città della Germania settentrionale prima di stabilirsi a Lubecca, dove la sua fama raggiunse il culmine, al punto che le sue rappresentazioni erano note in tutto il Paese. Buona parte delle sue composizioni sono giunte fino al XXI secolo grazie a manoscritti e copie, ma delle sue produzioni all'epoca più celebrate, dei concerti vocali noti come Abendmusiken ("Musiche serali"), non si è conservato alcuno spartito.
La ricchezza delle sue opere lo porta a essere il massimo compositore tedesco nella generazione fra Heinrich Schütz e Johann Sebastian Bach.

## Biografia

### Primi anni
L'unica informazione diretta coeva sulla vita di Dietrich Buxtehude proviene dalla Nova Literatura Maris Baltici, che, poco dopo la sua morte, riportò: «Egli considerava la Danimarca come sua patria, da dove venne nella nostra regione. Visse circa settant'anni». Non c'è univocità sulla grafia corretta del suo nome: Buxtehude stesso si firmò Diderich quando scriveva in danese, Dieterich in tedesco e Dietericus in latino. In italiano è comune la forma Dietrich.
Il cognome Buxtehude deriva dall'omonima città della Bassa Sassonia, da dove la famiglia si spostò nel XVI secolo a Bad Oldesloe, nello Schleswig-Holstein, dove un Buxtehude fu anche borgomastro fra il 1565 e il 1590. Un suo nipote, tale Johannes (1601-1674), detto Hans, fu il padre di Dietrich. Questo Johannes fu insegnante di tedesco a Bad Oldesloe nel 1638 e organista presso la Marienkirche di Helsingborg, cittadina oggi svedese ma all'epoca facente parte della Danimarca, nel 1641. In una di queste due città, Bad Oldesloe o Helsingborg, benché manchi la conferma degli archivi, probabilmente nacque Dietrich. Grazie alle informazioni nel Cimbria literata di Johann Moller, pubblicato nel 1748, conosciamo il suo anno di nascita, il 1637.
Fra il 1641 e il 1642 Johannes Buxtehude si trasferì a Elsinore, a pochi chilometri da Helsingborg, per svolgere l'incarico di organista della chiesa di Sant'Olai, dove rimase fino al 1671. Qui, presso la casa parrocchiale dell'organista, Dietrich passò la gioventù. Con ogni probabilità, il giovane frequentò la scuola di latino annessa alla chiesa, fornita di una ricca biblioteca, dove si insegnava anche musica e canto. Il musicologo André Pirro, invece, sostiene che Dietrich abbia compiuto un vero e proprio corso di studi, verso il 1650, con Johann Lorentz il Giovane (circa 1610-1689), organista a Copenaghen. Il confronto degli stili di Lorentz e di Buxtehude, in realtà, non mostra grandi analogie, ma potrebbe essere stato lo stesso Lorentz a far conoscere al giovane Buxtehude il repertorio dei maestri della Germania settentrionale, come Jan Pieterszoon Sweelinck ed Heinrich Scheidemann.
L'eventualità che Buxtehude abbia studiato anche ad Amburgo sembra possibile grazie alla stretta amicizia intercorsa fra suo padre Johannes e Johann Adam Reincken, organista in quella città presso la Catherinekirche. Forse, il giovane Buxtehude studiò anche a Lubecca, dove probabilmente suo padre lo mandò a fare apprendistato da Franz Tunder, al quale anni dopo succederà all'organo della Marienkirche. Tuttavia, alcuni biografi mettono in dubbio questi numerosi viaggi di studio, sostenendo che Dietrich avrebbe studiato a Elsinore con Claus Dengel, il quale gli avrebbe fatto conoscere numerose composizioni dei classici dell'epoca. Quest'ultima versione sembra adattarsi meglio allo stipendio di Johannes Buxtehude, che non avrebbe potuto permettere troppi lunghi viaggi al figlio Dietrich.

### Helsingborg

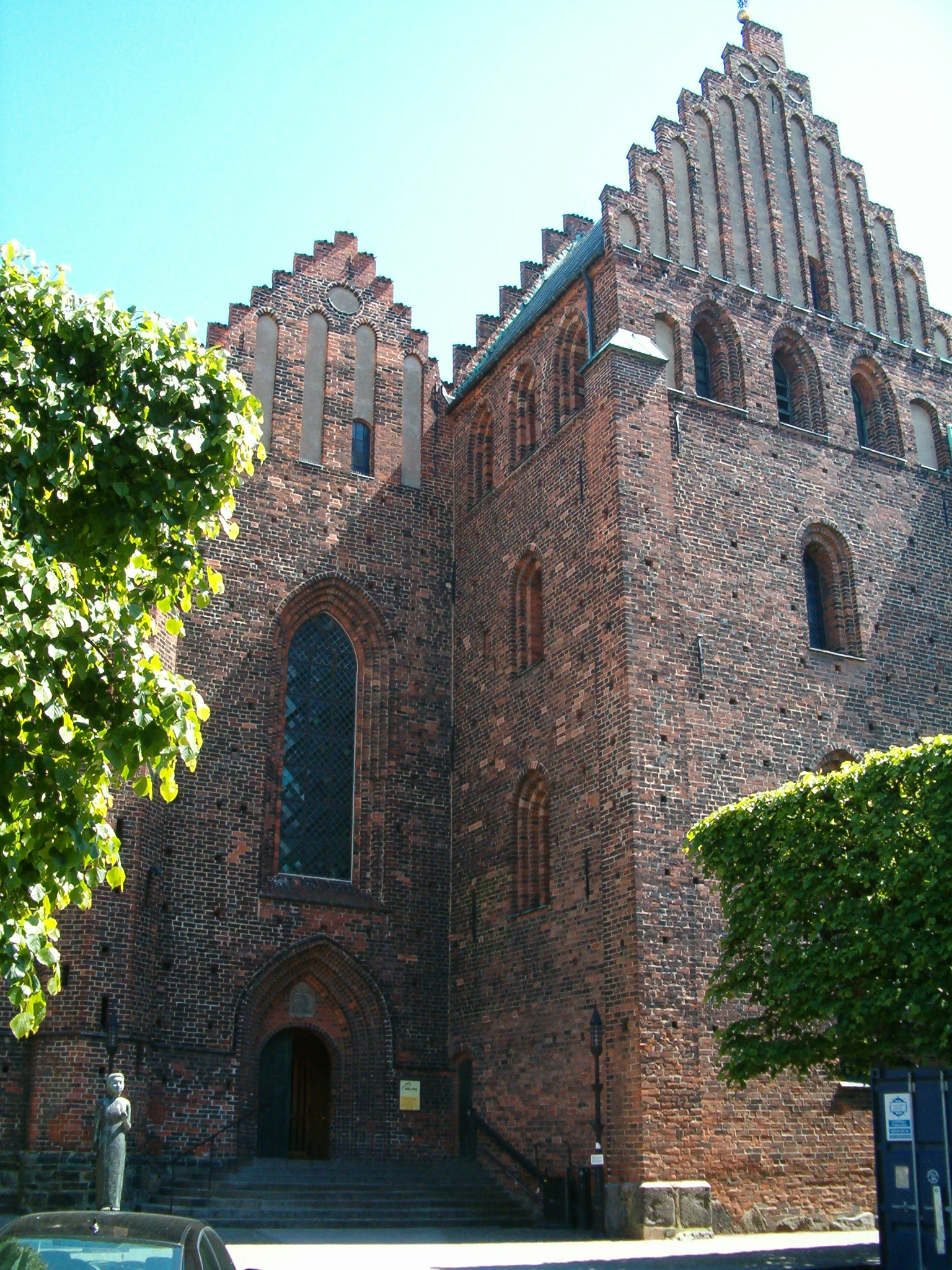
La Marienkirche di Helsingborg.

Nel 1657 o all'inizio del 1658 Dietrich Buxtehude attraversò l'Øresund per assumere l'incarico di organista nella Marienkirche di Helsingborg, ma la data precisa è sconosciuta. Sui registri della chiesa, in data 1º aprile 1657, è riportato un pagamento di 75 talleri all'organista per l'anno in corso; il nome dell'organista, però, non è citato.
La permanenza del compositore coincise con anni particolarmente difficili per Helsingborg: la guerra fra Polonia, Svezia e Russia per il predominio sul Mar Baltico mise a dura prova la città, la quale, pur non essendo mai stata teatro diretto di combattimenti, dovette subire il lungo acquartieramento dei soldati, prima danesi e poi svedesi, con la conseguente dissoluzione dei traffici commerciali. Con il Trattato di Roskilde del 23 febbraio 1658 la Danimarca dovette cedere la provincia della Scania, inclusa la città di Helsingborg, alla Svezia. In marzo, il re Carlo X Gustavo di Svezia visitò Helsingborg, e Buxtehude probabilmente partecipò all'organizzazione musicale della cerimonia di benvenuto. La pace, tuttavia, fu di breve durata, e i combattimenti si protrassero fino al 1660.
Nonostante i disagi subiti durante la guerra, Buxtehude pare non serbasse alcun rancore contro gli svedesi: pochi anni dopo, infatti, compose la cantata Aperite mihi portas justitiae BuxWV 7 per Christoph Schneider, un alto funzionario delle poste svedesi, e, nel 1680, compose l'aria nuziale Klinget fur Freuden, ihr larmen Klarinen BuxWV 119 in occasione del matrimonio del re Carlo XI di Svezia, figlio del sovrano le cui truppe occuparono Helsingborg. Il testo dell'aria, probabilmente scritto da Buxtehude stesso, celebrava la pace fra Danimarca e Svezia nel ritornello Die nordischen Leuen sind Freunde von neuen! ("I leoni nordici sono di nuovo amici").
Gli avvenimenti bellici, dunque, costrinsero Buxtehude a tornare a Elsinore nel 1660, dove divenne organista della Marienkirche (curiosamente, tutte le chiese dove lavorò avevano lo stesso nome). I rapporti fra Buxtehude e le autorità di Helsingborg, nonostante la partenza del maestro, continuarono amichevolmente, in quanto nel 1662 Buxtehude fu invitato nella sua vecchia chiesa per collaudare l'organo da poco restaurato.

### Elsinore
Il posto di organista a Elsinore si rese vacante nel 1660 quando Claus Dengel, ormai anziano, diede le dimissioni per tornare a Schleswig, suo paese natale. Dietrich Buxtehude ottenne l'incarico in ottobre, battendo l'unico altro candidato, uno sconosciuto musicista di Landskrona.
Oltre alla possibilità di tornare a casa, la posizione di organista presso la Marienkirche di Elsinore era molto più vantaggiosa di quella a Helsingborg: se prima guadagnava 75 talleri l'anno, adesso avrebbe potuto contare su uno stipendio di 200 talleri l'anno. La Marienkirche, detta anche Deutschekirche per il fatto che vi si celebrava in tedesco, aveva anche un Cantor (all'epoca, David Böckel di Wismar) per la direzione del coro.
Non esistendo una casa parrocchiale, i superiori della chiesa pagavano 40 talleri aggiuntivi per l'affitto di un appartamento all'organista, che furono diminuiti a 20 in quanto Buxtehude era celibe. Nel 1662 la chiesa pagò all'organaro Hans Christoph Fritsche 393 talleri per il rifacimento dell'organo: Buxtehude, evidentemente, non era soddisfatto dello stato del suo strumento e aveva chiesto interventi di restauro.
Durante i suoi otto anni di permanenza a Elsinore, Buxtehude strinse diverse importanti amicizie: conobbe Marcus Meibomius, editore di antichi trattati di teoria musicale, e Gustaf Düben, grazie al quale dobbiamo la più imponente mole di copie di musiche di Buxtehude a noi pervenute.

### Lubecca
Nel 1667 Franz Tunder, organista della Marienkirche di Lubecca, si ammalò e restò lontano dal proprio incarico per quattro mesi. Tornato in servizio il 29 settembre, ebbe una ricaduta il 20 ottobre e morì il successivo 5 novembre. I superiori della chiesa esaminarono allora due candidati per il posto di organista, Johann Schade di Amburgo e Johannes Stanislaus Borowski di Schöneberg. L'11 aprile 1668, però, la scelta cadde su un terzo candidato non ufficiale, Dietrich Buxtehude, cosa che suggerisce la possibilità che il suo nome potesse essere stato esplicitamente indicato dal suo morente predecessore. Questo avallerebbe l'ipotesi secondo la quale il giovane Buxtehude avrebbe passato un periodo di studio presso Tunder.
A Buxtehude venne anche affidato, come per il suo predecessore, l'incarico di fabbriciere, ossia di contabile della chiesa. Per esercitare i due incarichi era necessario prendere la cittadinanza, che Dietrich ottenne il 23 luglio. Questa nuova condizione, però, comprendeva anche l'obbligo di svolgere periodici turni di ronda armati sulle mura della città, a fronte dei quali la chiesa provvedeva a stipendiare un apposito sostituto di Buxtehude all'organo.
Lubecca, fondata da Enrico il Leone nel 1159, era il cuore della Lega anseatica, un'alleanza di città che manteneva il monopolio dei commerci su gran parte dell'Europa settentrionale e del mar Baltico. La città, che si poteva fregiare del soprannome di Città degli Organi (era arrivata a contarne ventidue fra gotici, rinascimentali e barocchi nelle sue chiese), vantava una solida tradizione musicale testimoniata non solo dai sette musicisti stabilmente impiegati dal municipio e dai vari strumentisti assunti temporaneamente per esigenze varie, ma anche per l'influsso della scuola violinistica inglese, che trasformò la Lubecca del XVII secolo nella meta preferita per eccellenti violinisti come la famiglia Bruhns, il cui ultimo membro, Nicolaus, fu anche allievo di Buxtehude. Le chiese della città potevano contare su un repertorio liturgico musicale costituito da brevi messe luterane e da mottetti, con o senza accompagnamento strumentale, di maestri italiani e tedeschi del nord.
La Marienkirche di Lubecca disponeva di due organi: il Große Orgel (Grande Organo), un ottimo strumento da tre manuali e pedaliera, con 54 registri, costruito da Friedrich Stellwagen fra il 1637 e il 1641 e posizionato nella cantoria, e il Totentanzorgel (Organo della danza macabra, che doveva il nome a un dipinto presente in una vicina cappella, contenente, appunto, una danza macabra), più piccolo, costruito nel 1477 nel transetto, utilizzato per i servizi liturgici minori. Il posto di organista in quella chiesa era, probabilmente, il più prestigioso e ambìto in terra tedesca.
Al pomeriggio, prima dell'apertura della Borsa, i borghesi della città avevano preso l'abitudine di riunirsi all'interno della Marienkirche. Qui, per allietare la loro attesa, nel 1646 Franz Tunder aveva iniziato a intrattenerli all'organo. Questi Abendspiele (Concerti serali), nati per essere esecuzioni con poche pretese, ebbero un successo tale da ricevere ingenti finanziamenti da numerosi commercianti. Ciò permise a Tunder di aggiungere anche cantanti e violinisti. Buxtehude continuò questa tradizione, ma, visto il successo dell'iniziativa, nel 1673 spostò i concerti ai giorni festivi, li rinominò Abendmusiken (Musiche serali) e li elevò da esecuzioni sostanzialmente semplici a fastose rappresentazioni drammatiche, con ampie elaborazioni contrappuntistiche e strumentali. Purtroppo gli spartiti delle Abendmusiken di Buxtehude sono andati interamente perduti, ma il compositore stesso, nel 1684, le descriveva come «in stile di opera, con molte arie e ritornelli». Questo, dunque, fa supporre che le esecuzioni di Buxtehude fossero in tutto e per tutto simili a delle cantate. Il compositore, inoltre, trovò due facoltosi commercianti che gli finanziarono la costruzione di due balconate poste ai lati del suo organo, in modo da poter ospitare ulteriori strumentisti. Le Abendmusiken si tenevano nelle domeniche di avvento a esclusione della prima, dove era già prevista una celebrazione liturgica solenne. La munificenza dei notabili di Lubecca permise a Buxtehude di ampliare ulteriormente la sua orchestra fino ad arrivare a quaranta strumentisti. Come ringraziamento, i finanziatori ricevevano una copia del libretto, che costituiva il biglietto per accedere alla loggia del coro, ossia ai posti migliori. Nella navata, invece, la calca era tale che più volte dovettero intervenire i soldati per riportare la quiete, ma, come annota Buxtehude stesso, «ciò servì a poco».

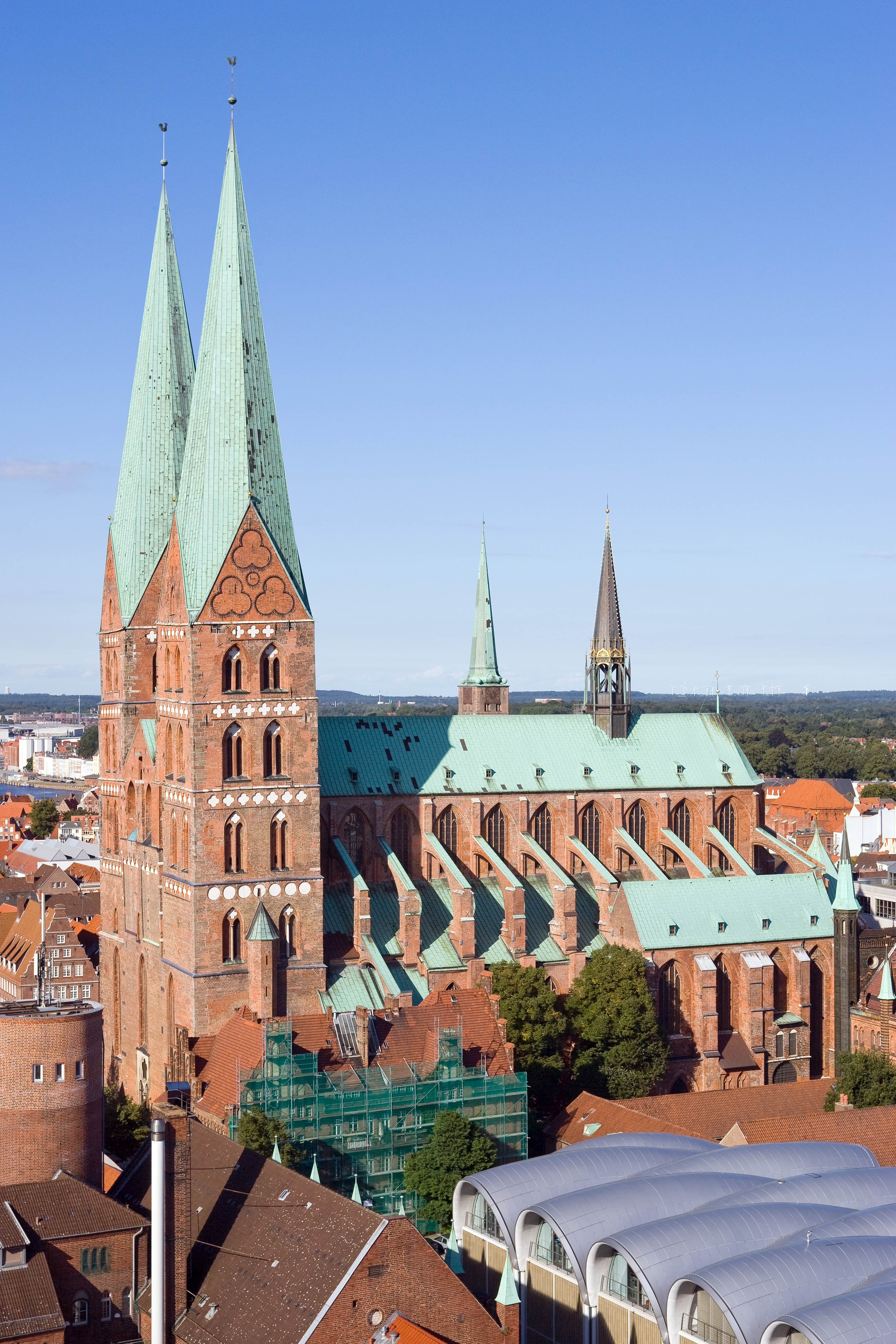
La Marienkirche di Lubecca.

Il 3 agosto 1668 Buxtehude sposò Anna Marghareta Tunder, figlia di Franz. A Lubecca vigeva infatti la regola, non scritta, secondo la quale l'organista doveva sposare una figlia del proprio predecessore. Per l'occasione si tenne un ricevimento con settanta invitati, il doppio del consentito dallo status sociale degli sposi, a testimonianza della considerazione di cui il giovane organista già godeva. Da questo matrimonio nacquero sette figlie:
- Helena (1669-1669).
- Helena Elisabeth (1670-1692).
- Anna Sophia (1672-1675).
- Anna Marghareta (1675-1717).
- Anna Sophia (1678-prima metà del XVIII secolo).
- Dorothea Catrin (1683-prima metà del XVIII secolo).
- Maria Engel (1686-1687).

Nell'assolvimento dei suoi impegni lavorativi Buxtehude doveva suonare le introduzioni ai corali, alternando poi parti di organo solista ai versi del coro, doveva dirigere dalla balconata dell'organo musica strumentale e vocale, probabilmente durante la comunione, e si pensa che suonasse sue composizioni dopo il canto del Komm, Heiliger Geist (Vieni, Spirito Santo), che, secondo la tradizione, apriva le funzioni religiose. Inoltre suonava al termine di esse. È quasi sicuro che il suo servizio si limitasse alle cerimonie mattutine e pomeridiane della domenica e ai giorni festivi. Più impegnative, invece, le sue mansioni di fabbriciere, come testimoniato dai libri contabili della chiesa, dove Buxtehude annotava minuziosamente il pagamento di stipendi, l'acquisto di materiali utili e le spese generali.
Durante la sua attività, il posto di Cantor della Marienkirche fu ricoperto da Samuel Franck (1663-1679), Johann Jacob Pagendarm (1679-1706) ed Heinrich Sievers (1706-1736).
Oltre allo svolgimento delle sue funzioni di organista, all'insegnamento privato, all'organizzazione e direzione delle Abendmusiken e a una discreta attività di poeta (scrisse sei poemi, per la maggior parte dedicati ad amici, ma si suppone che anche alcuni testi delle sue cantate siano opera sua), Buxtehude coltivò amicizie con i maggiori musicisti della Germania settentrionale. Nel 1660 Matthias Weckmann fondò il Collegium Musicum di Amburgo, un'orchestra di cinquanta strumentisti per la quale molti grandi compositori scrivevano musiche: fra questi lo stesso Weckmann, Kaspar Förster il Giovane e Christoph Bernhard. L'amicizia fra Buxtehude e Förster risaliva a molti anni prima, mentre l'influenza di Bernhard è chiara in alcune composizioni di Buxtehude in contrappunto doppio. Alcuni biografi ipotizzano che Buxtehude possa aver preso parte alle rappresentazioni del Collegium Musicum amburghese; inoltre, Buxtehude pubblicò proprio ad Amburgo le sonate op. 1 e op. 2, cosa che avrebbe potuto fare anche a Lubecca, e ciò implicherebbe una regolare frequentazione della città anseatica.
Negli anni ottanta del XVII secolo Buxtehude strinse amicizia con un'altra personalità operante ad Amburgo, l'organaro Arp Schnitger (1648-1719), il quale si era trasferito nella città anseatica per costruire l'organo della Nikolaikirche, suscitando probabilmente l'irritazione di Reincken. Reincken, organista della Chaterinekirche, disponeva infatti di un organo con un registro da 32 piedi nella pedaliera, unico ad Amburgo, e pose il proprio veto contro l'approvazione di un altro progetto di Arp Schnitger per la costruzione di un organo con due registri da 32 piedi nella Jakobikirche, in quanto il nuovo strumento avrebbe evidentemente surclassato il suo.
Buxtehude si recò ad Amburgo nel maggio 1687 per collaudare il nuovo organo, rimanendone talmente impressionato da insistere per tutto il resto della propria vita affinché le autorità di Lubecca affidassero a Schnitger i lavori necessari per il rifacimento del vecchio strumento della Marienkirche. Ospite di Buxtehude stesso, Schnitger soggiornò a Lubecca nel 1689 e nel 1702, ma la chiesa non gli commissionò mai i lavori per il restauro dell'organo: questo è motivato non dal salato onorario richiesto da Schnitger (una costosissima ridoratura dei fregi venne pagata senza battere ciglio), ma senz'altro da qualche invidia di troppo.
Buxtehude fu anche amico di Andreas Werckmeister. Quest'ultimo pubblicò nel 1681 il trattato Orgel Probe, ampliato nel 1698, nel quale teorizzava nuovi tipi di temperamento allo scopo di riuscire a suonare anche le tonalità più lontane da quelle solitamente usate all'epoca. Il temperamento conosciuto come Werckmeister I (III) è probabilmente quello scelto da Dietrich Buxtehude per la riaccordatura dei due organi della Marienkirche, effettuata nel 1683. Questa operazione durò trentasei giorni ed escluse solo i registri ad ancia, che erano facilmente accordabili anche dall'organista. Il periodo è troppo lungo per una semplice riaccordatura, e i musicologi hanno avanzato l'ipotesi che Buxtehude avesse chiesto a Werckmeister una nuova accordatura in grado di ampliare le tonalità eseguibili sullo strumento, originariamente costruito con il temperamento mesotonico.
Avuta notizia che l'anziano Buxtehude meditava di ritirarsi, Georg Friedrich Händel e Johann Mattheson si recarono a Lubecca nel 1703. Ricevuta la proposta di succedergli a patto di sposarne la maggiore fra le figlie arrivate all'età adulta, Anna Marghareta, come imponeva la tradizione, entrambi rifiutarono e ripartirono il giorno successivo. L'incontro fra i tre ci viene raccontato, in terza persona, da Mattheson stesso: «Dapprima si fece udire Buxtehude, poi i due ospiti provarono quasi tutti gli organi e i clavicembali che c'erano. Poi Händel, che nonostante la giovane età superava Mattheson all'organo, lasciò che questi si esibisse al clavicembalo, suonando lui l'organo».

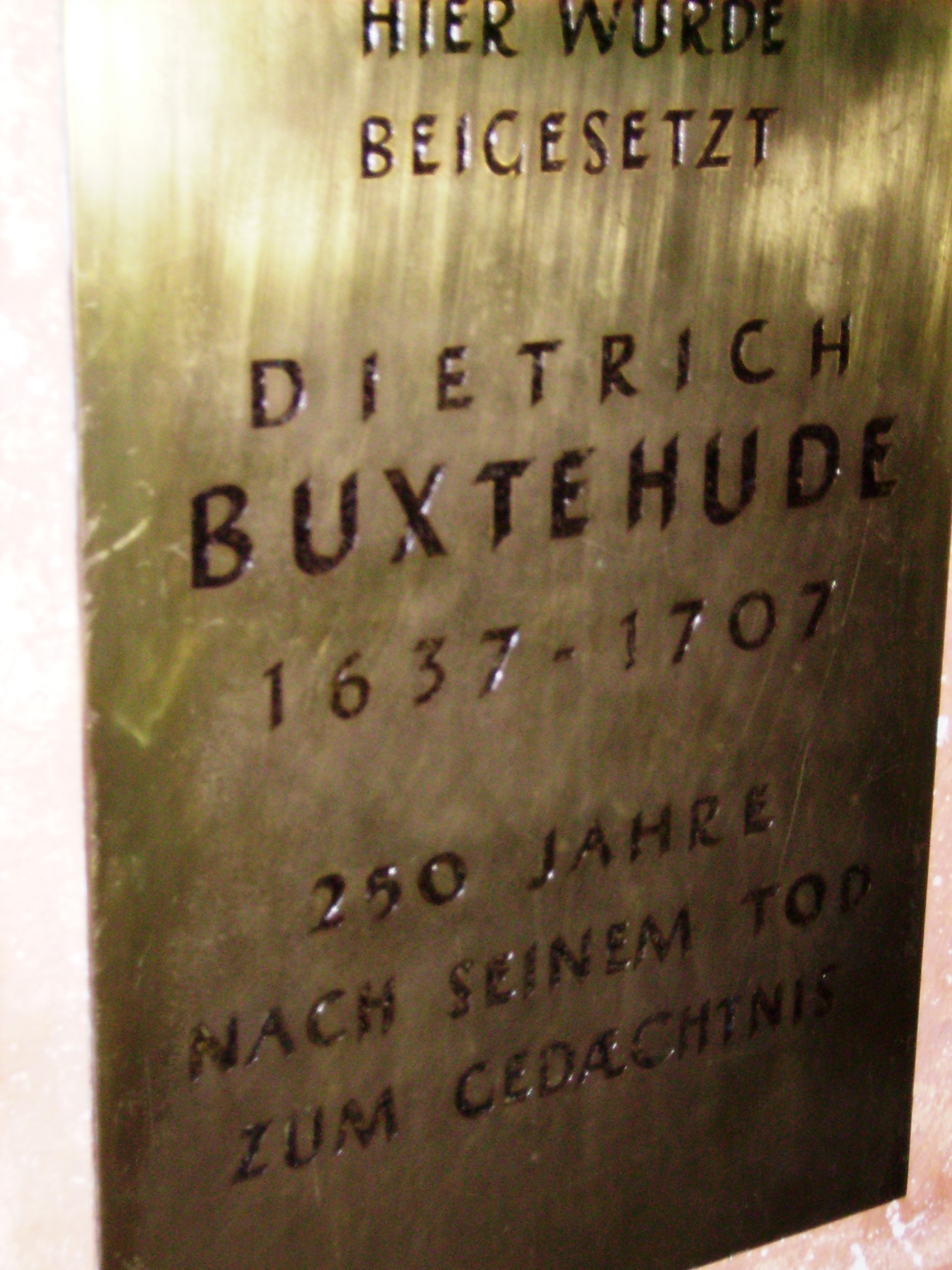
Targa che ricorda la collocazione della tomba di Buxtehude nella Marienkirche.

Nell'ottobre 1705 il ventenne Johann Sebastian Bach si fece concedere un permesso di quattro settimane (diventate poi quattro mesi) dai suoi superiori della Bonifaciuskirche di Arnstadt, presso la quale era organista, per andare a sentire Dietrich Buxtehude. Bach compì un viaggio a piedi di circa quattrocento chilometri per arrivare a Lubecca, dove assistette alle Abendmusiken nella Marienkirche.
Quell'anno, Buxtehude organizzò due Extraordinarien Abendmusiken il 2 e 3 dicembre: il Castrum Doloris per la morte di Leopoldo I e il Templum Honoris in onore del nuovo sovrano, Giuseppe I, utilizzando quaranta musicisti, disposti su quattro balconate, a formare un'orchestra di qualità eccezionale. Fra la prima e la seconda Abendmusiken vennero anche girate le sedie per permettere al pubblico, che aveva contemplato il monumento funebre eretto sul fondo della chiesa, di poter ammirare il busto del nuovo sovrano che troneggiava sull'altare, quasi in una rudimentale messa in scena.
Non è chiaro se Buxtehude e Bach si siano presentati: Johann Nikolaus Forkel, nella sua biografia bachiana, indica che Bach «fu ascoltatore segreto di questo, ai suoi dì, famosissimo e davvero bravo organista». La bizzarra ma inequivocabile definizione di ascoltatore segreto, un dettaglio che gli fornì Carl Philipp Emanuel Bach, il quale ascoltò il racconto del viaggio a Lubecca direttamente da suo padre Johann Sebastian, fa supporre che i due non si siano incontrati. Johann Sebastian Bach, desideroso di apprendere «i fondamenti della sua arte», probabilmente preferì ascoltare Buxtehude in segreto, nella navata della chiesa, senza salire in cantoria per presentarsi, in modo da poterne carpire i segreti del mestiere (artifici, tecniche di improvvisazione, passaggi di destrezza, combinazioni di registri), che forse Buxtehude custodiva gelosamente e non avrebbe rivelato.
Bach tornò ad Arnstadt nel febbraio 1706, con quindici settimane di ritardo. I superiori della Bonifaciuskirche, dopo il suo ritorno, notarono che: «Dopo questo viaggio eseguiva stupefacenti variazioni sui corali e vi mescolava armonie estranee a tal punto da confondere i fedeli. In futuro, se vorrà introdurre un tonum peregrinum, dovrà tenerlo per un tempo sufficientemente lungo senza passare troppo presto a un'altra tonalità, né, come ha iniziato a fare, suonare subito dopo un tonum contrarium».
Dietrich Buxtehude morì a Lubecca il 9 maggio 1707 e fu sepolto nel transetto sinistro della Marienkirche, accanto a quattro sue figlie e al padre Johannes, il successivo 16 maggio. Il 23 giugno Johann Christian Schieferdecker, strumentista dell'Opera di Amburgo e suo assistente dal 1705, gli successe all'organo, e il 5 settembre ne sposò la figlia Anna Marghareta. La tomba di Buxtehude, insieme al suo organo e alla stessa Marienkirche, vennero distrutte da un bombardamento alleato la notte fra il 28 e il 29 marzo 1942. All'interno della ricostruita Marienkirche una targa in bronzo, posta nel 1957, ricorda il luogo dov'era collocata la sua tomba.

## Gli organi di Buxtehude

### Glossario
Di seguito, la spiegazione del nome dei manuali:
- Hauptwerk, Öfwerwerket, Hovedvaerk: grand'organo.
- Positiw, Rygpositiv, Rückpositiv: positivo tergale.
- Brustwerk: positivo di petto, o positivo di fronte, o récit.
- Pedal, pedalen: pedaliera.

### Helsingborg

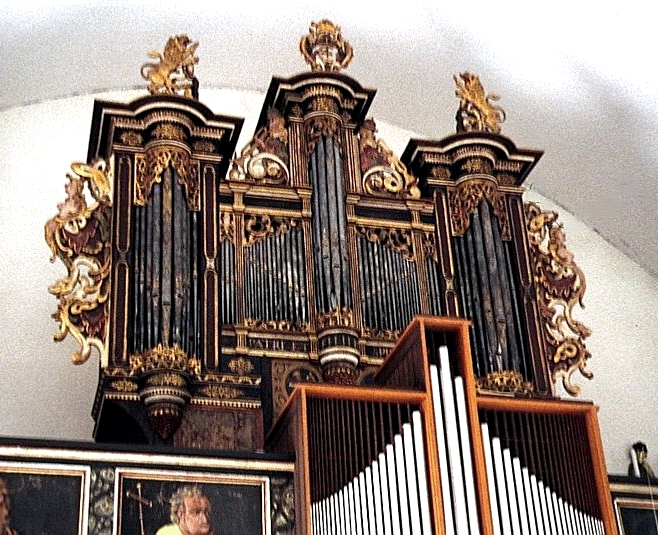
L'organo della chiesa parrocchiale di Torrlösa, proveniente dalla Marienkirche di Helsingborg. In basso, il positivo tergale costruito nel 1961.

Non si conosce il costruttore dell'organo di Helsingborg. Una placca commemorativa, applicata allo strumento nel 1641 in occasione di un intervento di restauro, recitava: «Organ. Johan Buxtehude». Per via dell'ambiguità dell'abbreviazione, nel 1773 Abraham Abrahamsson Hülphers affermò che il padre di Dietrich Buxtehude dovesse essere il costruttore dell'organo, ma questa convinzione venne smentita dal successivo ritrovamento, nel 1928, di un'iscrizione all'interno dello strumento: «Johannes Buxtehude / Oldesloe: Holsat[us] / Organist: Helsingb: / 1641», la quale, appunto, chiariva che il padre di Dietrich era organista, e non organaro. Di questo strumento Hülphers descrisse anche la disposizione fonica.
Nel 1849 l'organo venne smontato e portato nella chiesa parrocchiale di Torrlösa, in Svezia, dove si trova tutt'oggi. Alcuni interventi, effettuati nel 1662, negli anni novanta del XVII secolo e nel 1737, fanno supporre che la disposizione fonica annotata da Hülphers nel 1773 non fosse più quella dell'epoca in cui Buxtehude era organista. Solo tre dei registri originali sono giunti al XXI secolo inalterati: il Principal 4' dell'Öfwerwerket, il Principal 4' della pedaliera e il Wall Fleut 2'. Questi registri indicano che i manuali originali comprendevano 41 note, dal do2 al la5 secondo la notazione scientifica, con l'ottava corta e la mancanza del sol#. L'accordatura era in Chorton ("tono del coro"), con il la intonato a 465 Hz, più acuto del la attuale (440 Hz).
L'estensione della pedaliera era di 18 note, dal do2 al la3, anch'essa con ottava corta. Dopo il suo spostamento da Helsingborg a Torrlösa, lo strumento venne rimontato con soltanto un manuale, ma alcune canne del non rimontato Positiw vennero messe nell'Öfwerwerket, come ad esempio quelle del registro Qwinta 3'. L'organo venne restaurato e dotato di un nuovo positivo tergale nel 1961, con una disposizione fonica quasi identica a quella elencata da Hülphers nel 1773, a eccezione del Nasat e della Qwinta, sono vennero invertite, e della Qwinta nella pedaliera, che venne sostituita da una Rauschquint II.
In aggiunta ai tre registri originali non manipolati, sei sono stati costruiti con parti delle vecchie canne: Gedackt 8' e 4', Oktava 2' e Kvinta 2' 2/3 nell'Öfwerwerket, e Principal 8' e Rauschquint II nella pedaliera. L'estensione va dal do2 al do6 nei manuali e dal do2 al re3 nella pedaliera, senza ottava corta. La disposizione fonica, scritta da Abraham Abrahamsson Hülphers nel 1773, era la seguente:
| Primo manuale - Positiw | Primo manuale - Positiw |
| ----------------------- | ----------------------- |
| Gedagt                  | 8'                      |
| Principal               | 4'                      |
| Gedagt                  | 4'                      |
| Qwinta                  | 3'                      |
| Superoctawa             | 2'                      |
| Scharf                  | III                     |
| Dulcian                 | 8'                      |

| Secondo manuale - Öfwerwerket | Secondo manuale - Öfwerwerket |
| ----------------------------- | ----------------------------- |
| Gedagt                        | 8'                            |
| Principal                     | 4'                            |
| Gedagt                        | 4'                            |
| Nasat                         | 3'                            |
| Octawa                        | 2'                            |
| Wall Fleut                    | 2'                            |
| Mixtur                        | III                           |
| Scharf                        | II                            |
| Sexquialtera                  | II                            |
| Trompet                       | 8'                            |

| Pedalen   | Pedalen |
| --------- | ------- |
| Gedagt    | 16'     |
| Principal | 8'      |
| Gedagt    | 8'      |
| Principal | 4'      |
| Qwinta    | 1' 1/2  |
| Trompet   | 8'      |
| Cornettin | 2'      |

### Elsinore

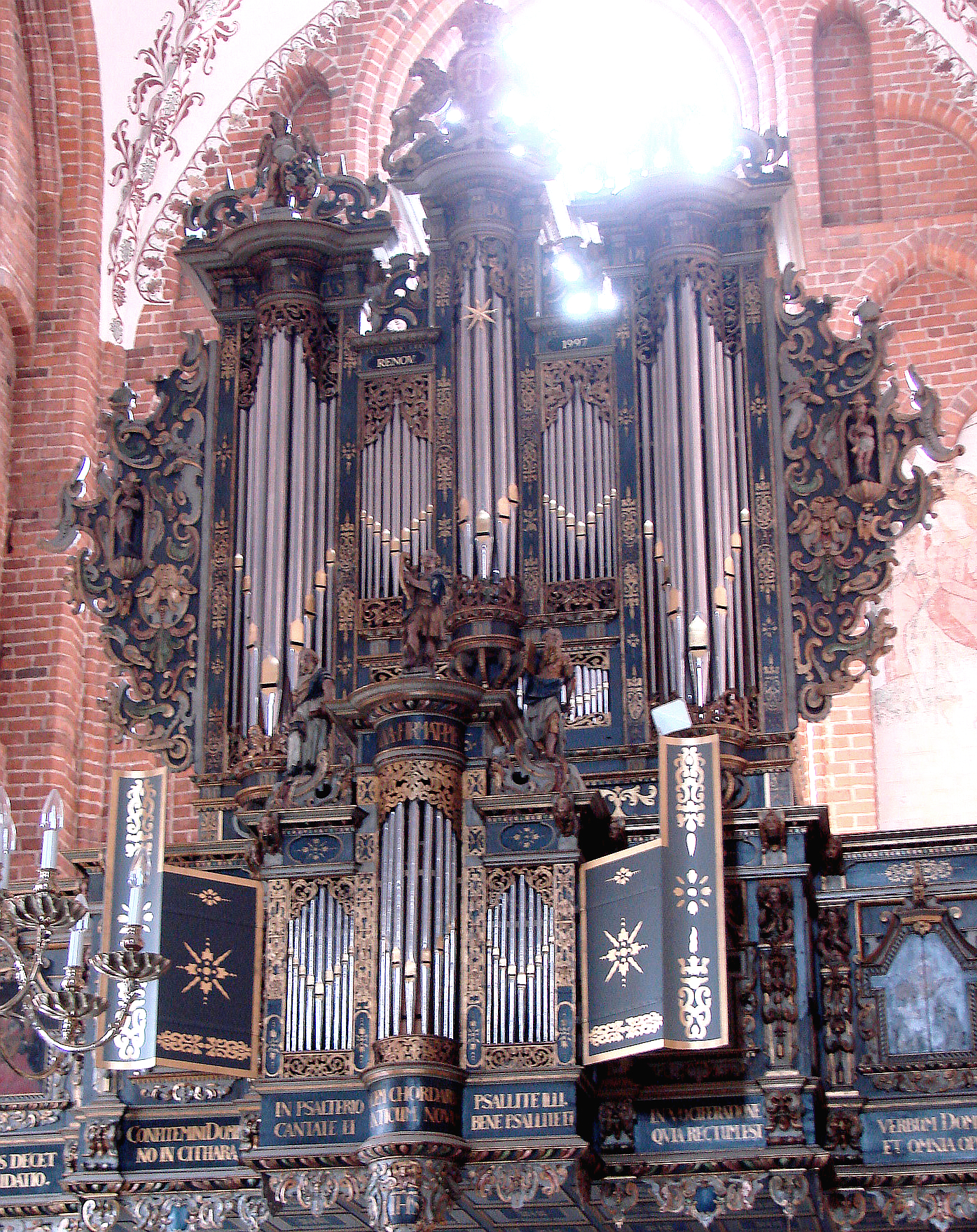
L'organo della Marienkirche di Elsinore.

L'organo della Marienkirche di Elsinore venne costruito da Johann Lorentz nel 1636. Buxtehude, probabilmente, non doveva essere soddisfatto dello stato del suo strumento, dal momento che nel 1662 vennero pagati 393 talleri all'organaro Hans Christoph Fritzsche per alcuni interventi, come l'ampliamento dell'Hovedvaerk e la costruzione di un falso Brustwerk, con canne placcate d'argento. L'organo che Buxtehude suonava dopo l'intervento di Fritzsche consisteva in uno strumento da 24 registri: nove nel grand'organo, sette nel positivo e otto nella pedaliera. La nota la era intonata a 435 Hz.
La disposizione fonica ai tempi di Buxtehude era la seguente:
| Primo manuale - Rygpositiv | Primo manuale - Rygpositiv |
| -------------------------- | -------------------------- |
| Gedakt                     | 8'                         |
| Principal                  | 4'                         |
| Fløjte                     | 4'                         |
| Quint                      | 3'                         |
| Oktav                      | 2'                         |
| Scharf                     | III                        |
| Krumbhorn                  | 8'                         |

| Secondo manuale - Hovedvaerk | Secondo manuale - Hovedvaerk |
| ---------------------------- | ---------------------------- |
| Principal                    | 8'                           |
| Gedakt                       | 8'                           |
| Oktav                        | 4'                           |
| Rørfløjte                    | 4'                           |
| Quint                        | 2' 2/3                       |
| Oktav                        | 2'                           |
| Siffløte                     | 1' 1/2                       |
| Mixtur                       | III-IV                       |
| Trompet                      | 8'                           |

| Pedal         | Pedal |
| ------------- | ----- |
| Untersatz     | 16'   |
| Principal     | 8'    |
| Gedakt        | 8'    |
| Oktav         | 4'    |
| Rauschpfeiffe | II    |
| Posaune       | 16'   |
| Trompet       | 8'    |
| Trompet       | 4'    |

| Accessori   | Accessori |
| ----------- | --------- |
| Cymbelstern |           |

Nel 1854 l'organo venne demolito per fare spazio ad un nuovo strumento: solo ventisette canne della facciata, non più funzionanti, rimasero al loro posto. La cassa lignea seicentesca, riccamente lavorata, non venne toccata. Nel 1960 l'organaro Theodor Frobenius costruì filologicamente un nuovo organo, riutilizzando la cassa seicentesca, demolendo lo strumento ottocentesco e seguendo i progetti originari di Hans Christoph Fritzsche. Inoltre, Frobenius aggiunse un vero Brustwerk da cinque registri.

### Lubecca
Al momento dell'arrivo di Buxtehude a Lubecca, nel 1668, la Marienkirche disponeva di due organi da tre manuali e pedaliera ciascuno: il Große Orgel, un grande strumento da 52 registri posto in cantoria, e il Totentanzorgel, da 40 registri, posizionato nei pressi della Cappella della Danza Macabra e utilizzato per i servizi liturgici minori. Le fonti primarie per lo studio di questi organi sono quasi tutte perdute, a cominciare dagli organi stessi. Il Große Orgel venne quasi completamente sostituito nel 1851 da un nuovo strumento, costruito da Johann Friedrich Schulze. La vecchia facciata venne preservata, ma sia il Große Orgel che il Totentanzorgel furono completamente distrutti durante la seconda guerra mondiale. Gli archivi della chiesa non vennero distrutti, ma, a scopo precauzionale, subito dopo il bombardamento di Lubecca del 1942 vennero trasferiti in una miniera di sale presso Bernburg, in quanto si temeva che Lubecca sarebbe stata nuovamente bombardata.
Dopo il termine del conflitto, Bernburg entrò a far parte della zona di influenza sovietica, e i vecchi registri della Marienkirche non fecero mai più ritorno in città: alcuni si trovano a Mosca, altri sono sparsi per la Germania, mentre altri sono andati presumibilmente perduti. Fra questi archivi c'erano i contratti con gli organari per i vari restauri degli organi, che Buxtehude stilò in veste di fabbriciere. Alcuni di questi documenti, ritrovati e riuniti, compresi i libri contabili dal 1668 al 1685, sono stati recentemente resi consultabili. La principale fonte di conoscenza dei due organi della Marienkirche deriva da archivi secondari: Hermann Jimmerthar, organista e fabbriciere dal 1845 al 1886, pubblicò un opuscolo sui due strumenti, mentre Wilhelm Stahl riordinò gli archivi esistenti per stendere alcuni studi biografici su Tunder e Buxtehude e per delle monografie sui due organi.
La storia del Große Orgel cominciò nel 1516 quando l'organaro Barthold Hering ne iniziò la costruzione, terminandola nel 1518. Era sua l'idea dell'imponente facciata a due piani, che sopravvisse intatta fino alla distruzione nel 1942. L'organo originale disponeva di due manuali e pedaliera. Benché ci siano pervenute poche notizie circa le caratteristiche tecniche di quel primo strumento, si presume che la pedaliera fosse comunque degna di menzione, caratterizzata da un principale da 32' e da uno da 16'. Un Brustwerk e un terzo manuale vennero aggiunti dall'organaro amburghese Jacob Scherer negli anni 1560-1561, aumentando il numero di registri a 43. Gottschalk Borchert e Jacob Rabe ampliarono lo strumento, portandolo a 55 registri, nel 1596-1598, ma una successiva ristrutturazione, a opera di Friedrich Stellwagen, nel 1637-1641 ridusse l'organo a 53 registri. Questo era lo stato dello strumento che Buxtehude trovò al suo arrivo nel 1668. L'unica modifica durante il mandato di Buxtehude avvenne nel 1704, quando l'organaro Otto Richborn aggiunse una vox humana da 8' al Rückpositiv e una sesquialtera II al Brustwerk. L'intonazione era in Kirchenton ("tono da chiesa"), con il la probabilmente fra i 475 e i 480 Hz.
I due piani del prospetto erano così composti:
Piano superiore
Primo campo: canne del principale 32' del pedale.
Secondo campo: canne del principale 16' dell'Hauptwerk.
Terzo campo (centrale): canne del principale 32' del pedale.
Quarto campo: canne del principale 16' dell'Hauptwerk.
Quinto campo: canne del principale 32' del pedale.
Piano inferiore
Primo campo: canne del principale 16' del pedale.
Secondo campo: torretta sporgente con le canne del principale 8' del Rückpositiv.
Terzo campo (centrale): torretta sporgente immediatamente alle spalle dell'organista, senza canne.
Quarto campo: torretta sporgente con le canne del principale 8' del Rückpositiv.
Quinto campo: canne del principale 16' del pedale.
Il Brustwerk, invece, era immediatamente sopra i manuali, non visibile in facciata. Di seguito, la disposizione fonica originale del Große Orgel ai tempi di Buxtehude:
| Primo manuale - Rückpositiv | Primo manuale - Rückpositiv |
| --------------------------- | --------------------------- |
| Principal                   | 8'                          |
| Bordun                      | 16'                         |
| Blockflöte                  | 8'                          |
| Sesquialtera                | II                          |
| Hohlflöte                   | 8'                          |
| Quintadena                  | 8'                          |
| Octava                      | 4'                          |
| Spielflöte                  | 2'                          |
| Mixtura                     | V                           |
| Dulcian                     | 16'                         |
| Baarpfeiffe                 | 8'                          |
| Trichter-Regal              | 8'                          |
| Vox humana                  | 8'                          |
| Scharff                     | IV-V                        |

| Secondo manuale - Hauptwerk | Secondo manuale - Hauptwerk |
| --------------------------- | --------------------------- |
| Principal                   | 16'                         |
| Quintadena                  | 16'                         |
| Octava                      | 8'                          |
| Spitzflöte                  | 8'                          |
| Octava                      | 4'                          |
| Hohlflöte                   | 4'                          |
| Nasat                       | 3'                          |
| Rauschpfeiffe               | IV                          |
| Scharff                     | IV                          |
| Mixtura                     | XV                          |
| Trommete                    | 16'                         |
| Trommete                    | 8'                          |
| Zincke                      | 8'                          |

| Terzo manuale - Brustwerk | Terzo manuale - Brustwerk |
| ------------------------- | ------------------------- |
| Principal                 | 8'                        |
| Gedact                    | 8'                        |
| Octava                    | 4'                        |
| Hohlflöte                 | 4'                        |
| Sesquialtera              | II                        |
| Feldpfeiffe               | 2'                        |
| Gemshorn                  | 2'                        |
| Sifflet                   | 1' 1/2                    |
| Mixtura                   | VIII                      |
| Cimbel                    | III                       |
| Krumhorn                  | 8'                        |
| Regal                     | 8'                        |

| Pedal       | Pedal |
| ----------- | ----- |
| Principal   | 32'   |
| Sub-Bass    | 16'   |
| Octava      | 8'    |
| Bauerflöte  | 2'    |
| Mixtura     | VI    |
| Groß-Posaun | 24'   |
| Posaun      | 16'   |
| Trommete    | 8'    |
| Principal   | 16'   |
| Gedact      | 8'    |
| Octava      | 4'    |
| Nachthorn   | 2'    |
| Dulcian     | 16'   |
| Krumhorn    | 8'    |
| Cornet      | 2'    |

| Accessori                                     | Accessori |
| --------------------------------------------- | --------- |
| Cymbelstern                                   |           |
| Due timballi                                  |           |
| Tremolo nei registri di hauptwerk e brustwerk |           |

Successive ristrutturazioni ebbero luogo nel 1733, 1758, 1782 e 1826, fino a quando l'intero strumento venne sostituito nel 1851, lasciando soltanto la facciata originale di Barthold Hering. Le canne del Brustwerk di Jacob Scherer vennero rimosse e riutilizzate per la costruzione di un piccolo organo portativo.
La storia del medioevale Totentanzorgel è meno documentata: la prima disposizione fonica venne scritta dall'organaro Theodor Vogt solo nel 1845. La consolle, comprensiva di un manuale e pedaliera, venne costruita negli anni 1475-1477 da Johannes Stephani. Il Rückpositiv venne aggiunto nel 1557-1558 da Jacob Scherer, ed Henning Kröger costruì il Brustwerk nel 1621-1622. Dopo che Friedrich Stellwagen rinnovò lo strumento negli anni 1653-1655, non ci furono modifiche fino al 1760. I registri elencati da Theodor Vogt erano 39, ridotti poi a 34 durante il restauro del 1845-1846. Nel 1937 Karl Kemper restaurò filologicamente lo strumento, eliminando le modifiche ottocentesche e riportandolo allo stato in cui lo suonava Buxtehude. Gustav Fock scrisse un elenco dei registri dopo l'intervento di Kemper.
Di seguito, la disposizione fonica del Totentanzorgel scritta da Theodor Vogt nel 1845:
| Primo manuale - Rückpositiv | Primo manuale - Rückpositiv |
| --------------------------- | --------------------------- |
| Principal                   | 8'                          |
| Hohlflöte                   | 8'                          |
| Quintaton                   | 8'                          |
| Octav                       | 4'                          |
| Hohlflöte                   | 4'                          |
| Ziffflöte                   | 2'                          |
| Scharf                      | VI-VIII                     |
| Sexquialter                 | II                          |
| Dulcian                     | 16'                         |
| Trechter Regal              | 8'                          |

| Secondo manuale - Hauptwerk | Secondo manuale - Hauptwerk |
| --------------------------- | --------------------------- |
| Quintaton                   | 16'                         |
| Principal                   | 16'                         |
| Spitzflöte                  | 8'                          |
| Octav                       | 4'                          |
| Nasat                       | 3'                          |
| Mixture                     | VIII                        |
| Rauschquinte                | II                          |
| Trompete                    | 8'                          |

| Terzo manuale - Brustwerk | Terzo manuale - Brustwerk |
| ------------------------- | ------------------------- |
| Gedeckt                   | 8'                        |
| Flöte                     | 4'                        |
| Octav                     | 2'                        |
| Scharf                    | III-IV                    |
| Regal                     | 8'                        |
| Oboe                      | 8'                        |
| Cimbel                    | II                        |
| Schweller                 |                           |
| Trompete                  | 8'                        |
| Oboe d'Amour              | 8'                        |

| Pedal     | Pedal   |
| --------- | ------- |
| Principal | 16'     |
| Quinte    | 10' 2/3 |
| Octav     | 8'      |
| Gedeckt   | 8'      |
| Octav     | 4'      |
| Octav     | 2'      |
| Mixture   | IV-V    |
| Posaune   | 16'     |
| Dulcian   | 8'      |
| Trompete  | 8'      |
| Krummhorn | 8'      |
| Schalmey  | 4'      |

Di seguito, la disposizione fonica del Totentanzorgel scritta da Gustav Fock dopo il 1937:
| Primo manuale - Rückpositiv | Primo manuale - Rückpositiv |
| --------------------------- | --------------------------- |
| Principal                   | 8'                          |
| Rohlflöte                   | 8'                          |
| Quintatön                   | 8'                          |
| Oktave                      | 4'                          |
| Rohlflöte                   | 4'                          |
| Sifflöte                    | 1' 1/3                      |
| Scharf                      | VI-VIII                     |
| Sesquialter                 | II                          |
| Dulcian                     | 16'                         |
| Trichterregal               | 8'                          |

| Secondo manuale - Hauptwerk | Secondo manuale - Hauptwerk |
| --------------------------- | --------------------------- |
| Quintade                    | 16'                         |
| Principal                   | 8'                          |
| Spitzflöte                  | 8'                          |
| Oktave                      | 4'                          |
| Nasat                       | 2' 2/3                      |
| Mixtur                      | VI-IX                       |
| Rauschquinte                | II                          |
| Trompete                    | 8'                          |

| Terzo manuale - Brustwerk | Terzo manuale - Brustwerk |
| ------------------------- | ------------------------- |
| Gedact                    | 8'                        |
| Quintade                  | 4'                        |
| Hohlflöte                 | 2'                        |
| Quintflöte                | 1' 1/2                    |
| Zimbel                    | IV                        |
| Krummhorn                 | 8'                        |
| Schalmei                  | 4'                        |

| Pedal     | Pedal |
| --------- | ----- |
| Principal | 16'   |
| Subbass   | 16'   |
| Oktave    | 8'    |
| Gedackt   | 8'    |
| Oktave    | 4'    |
| Oktave    | 2'    |
| Nachthorn | 1'    |
| Mixtur    | IV    |
| Zimbel    | II    |
| Posaune   | 16'   |
| Dulcian   | 16'   |
| Trompete  | 8'    |
| Schalmei  | 4'    |
| Kornett   | 2'    |

Paragonando le due disposizioni, appare evidente che le modifiche di Kemper erano per la maggior parte storicamente giustificate. Alcuni dubbi riguardano il Brustwerk e la pedaliera. Secondo Stahl, però, le specifiche tecniche della pedaliera di Henning Kröger del 1622 erano identiche alla ricostruzione di Kemper. L'unico registro sopravvissuto inalterato è il Gedackt da 8'. L'Hohlflöte di Kröger venne portato a 4'. I registri Quintadena 4', Schalmei 4' e Krummhorn 8' vennero rimossi da Bunting nel 1760 quando venne installato lo sweller. Il nuovo Krummhorn derivò parzialmente dal Krummhorn di cui parlava Vogt, ma non sappiamo da dove provenissero le parti per il registro Schalmei 4'. Nella pedaliera, il Subbass 16' venne trasformato in un registro di Quinte 10' 2/3 nel 1805, e Kemper annullò questa modifica. La Quintadena 4' venne sostituita nel 1760 da un'Octav 2' e il Cornett 2' da una Dulcian 8'. Inoltre, Fock attribuisce l'Octav 2' a Kröger. Il Zimbel II e il Nachthorn 1' non vengono mai menzionati precedentemente: è quindi possibile che la disposizione fonica filologica del 1937 fosse leggermente sbagliata, con due registri di troppo nella pedaliera.

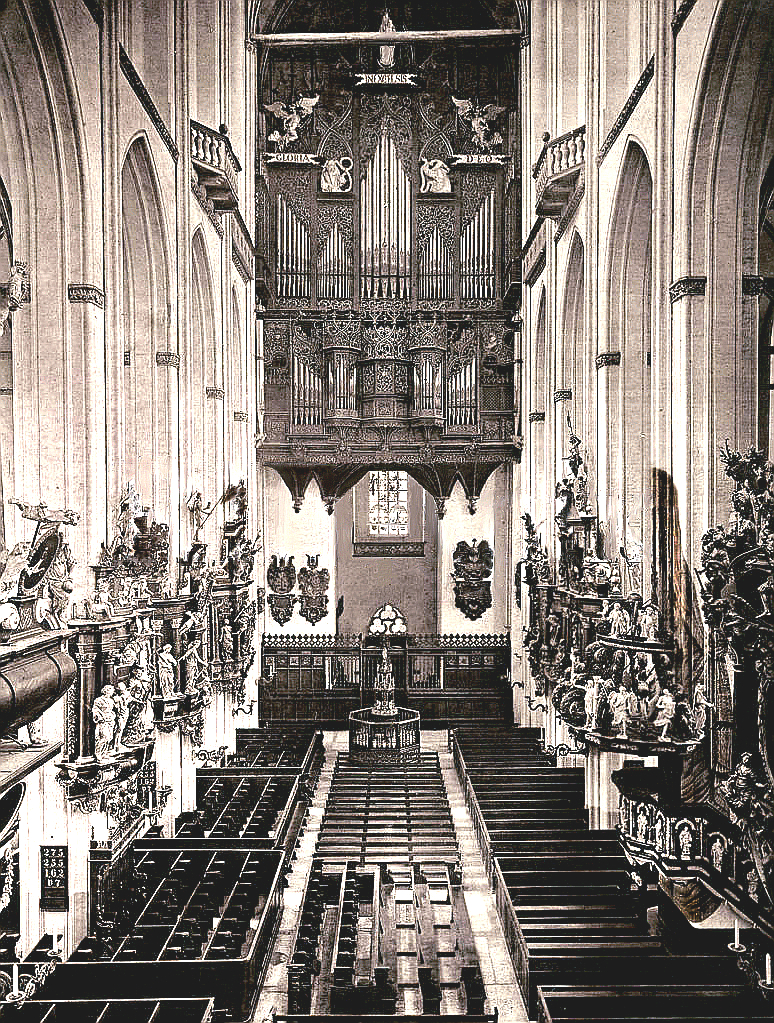
L'interno della Marienkirche di Lubecca prima del bombardamento del 1942. In fondo, il Große Orgel. Si notino, in alto ai lati, le due balconate fatte costruire da Buxtehude per ospitarvi gli strumentisti.

Dal restauro di Kemper si evince che il Totentanzorgel, all'epoca di Buxtehude, fosse un organo di medie dimensioni, che Kröger e Stellwagen avevano arricchito per soddisfare gli standard fonici del barocco. L'estensione del Große Orgel e del Totentanzorgel non è chiara. Dalla letteratura sembrerebbe che, durante il mandato di Buxtehude, entrambi gli organi disponessero di manuali e pedaliere con l'ottava corta. Le note mancanti nella pedaliera (do#, re#, fa# e sol#) vennero aggiunte solo dopo la morte di Buxtehude, mentre quelle mancanti nei manuali (re#, fa# e sol#) vennero aggiunte nel 1733. Nel Totentanzorgel questi tasti vennero aggiunti nel 1760.
Eppure, le note fa# e sol# sono molto frequenti nelle composizioni organistiche di Buxtehude. Inoltre, Gottschalk Borchert, che prese parte alla costruzione del Große Orgel nel 1596, aveva precedentemente costruito l'organo per la vicina Petrikirche, includendo fa# e sol# nella pedaliera, e la ricostruzione del 1636 a opera di Friedrich Stellwagen dell'organo piccolo nella Jacobikirche comprendeva anch'essa gli stessi tasti nella pedaliera. Appare improbabile, dunque, che quei tasti fossero presenti sugli strumenti di due chiese minori, e non sull'organo principale della Marienkirche. I libri contabili di quest'ultima offrono diverse informazioni su riparazioni e interventi effettuati durante il mandato di Buxtehude. Ci furono contatti con l'organaro Arp Schnitger, nel 1689 e nel 1702, per rinnovare il Große Orgel, ma in entrambi i casi le trattative non giunsero al termine. Non sappiamo con esattezza di quali problemi soffrisse lo strumento, ma, negli archivi, sono presenti numerose spese per acquisto di trappole per topi e per il pagamento di un saldatore: evidentemente i ratti rosicchiavano le canne. In aggiunta a queste, si ha notizia di tre grandi spese fra il 1668 e il 1685: la prima (e la più salata) consiste in 150 marchi di Lubecca, pagati nel 1673 a Joachim Richborn per la pulizia generale e l'accordatura del Große Orgel. Hermann Jimmerthal descrive un intervento simile effettuato anche nel 1858: «Vennero tolte tutte le canne, e tutto venne ripulito e accordato dall'organaro Theodor Vogt».
Nel 1677 un anonimo organaro venne pagato 48 marchi per il seguente lavoro: «L'organaro riaccordò completamente il Rückpositiv e il Brustwerk del Große Orgel, entrambi molto stonati; sistemò i registri ad ancia e fece numerosi lavori di saldatura sulle canne, che erano state mangiate dai topi. Inoltre, venne effettuato un lavoro di pulizia generale del Totentanzorgel. Le operazioni impiegarono 18 giorni».
Nel 1683 ci fu un altro intervento di restauro, questa volta molto più complesso. Nel mese di novembre venne effettuato un pagamento di 94 marchi «all'organaro Michel Briegel per la riaccordatura generale di entrambi gli organi, a eccezione delle ance. Briegel lavorò diciotto giorni e mezzo sul Große Orgel e tredici sul Totentanzorgel». Il lavoro, in realtà, iniziò nel mese di febbraio del 1683, quando Briegel lavorò per quattro giorni e mezzo sull'organo piccolo. Il periodo di tempo complessivo, trentasei giorni, è tuttavia troppo lungo per una semplice riaccordatura.
Il Große Orgel venne intonato con il temperamento equabile nel 1782, mentre il Totentanzorgel nel 1805. Non abbiamo informazioni sicure sui temperamenti precedenti, ma è quasi certo che, all'arrivo di Buxtehude a Lubecca nel 1668, i due organi fossero intonati con il sistema mesotonico a un quarto di comma. La musica di Franz Tunder suona bene se eseguita con uno strumento dal temperamento mesotonico, così come molte composizioni di Buxtehude. Tuttavia, parecchi suoi lavori per organo non sono eseguibili con il sistema mesotonico, inclusi i grandi capolavori BuxWV 142, in mi minore, BuxWV 139, in re maggiore, e BuxWV 146, in fa# minore.
La produzione organistica di Buxtehude, inoltre, presenta una particolare demarcazione al 1683: i brani scritti prima di quell'anno si pongono in un ambito prettamente mesotonico, mentre quelli successivi presentano una spiccata propensione al cromatismo. È dunque quasi certo che Buxtehude, nel 1683, avesse chiesto un nuovo temperamento in grado di ampliare le tonalità eseguibili sul Große Orgel e sul Totentanzorgel.
Il teorico Andreas Werckmeister, nel 1681, pubblicò il trattato Orgel Probe, ampliato nel 1698, nel quale teorizzava nuovi tipi di temperamento allo scopo di riuscire a suonare anche le tonalità più lontane da quelle solitamente usate all'epoca. Il temperamento conosciuto come Werckmeister I (III) è probabilmente quello scelto da Dietrich Buxtehude per la riaccordatura dei due organi della Marienkirche. Tuttavia, appena due anni dopo, il Große Orgel divenne così stonato da necessitare nuovi interventi, operati dall'organaro Baltzer Geld. Nel 1686, l'organaro Johan Nelte impiegò tre settimane per sistemare le ance. È probabile che il preludio in fa# minore BuxWV 146 sia stato composto da Buxtehude per festeggiare il termine dei lavori e per inaugurare il nuovo temperamento dell'organo.

## Ritrattistica

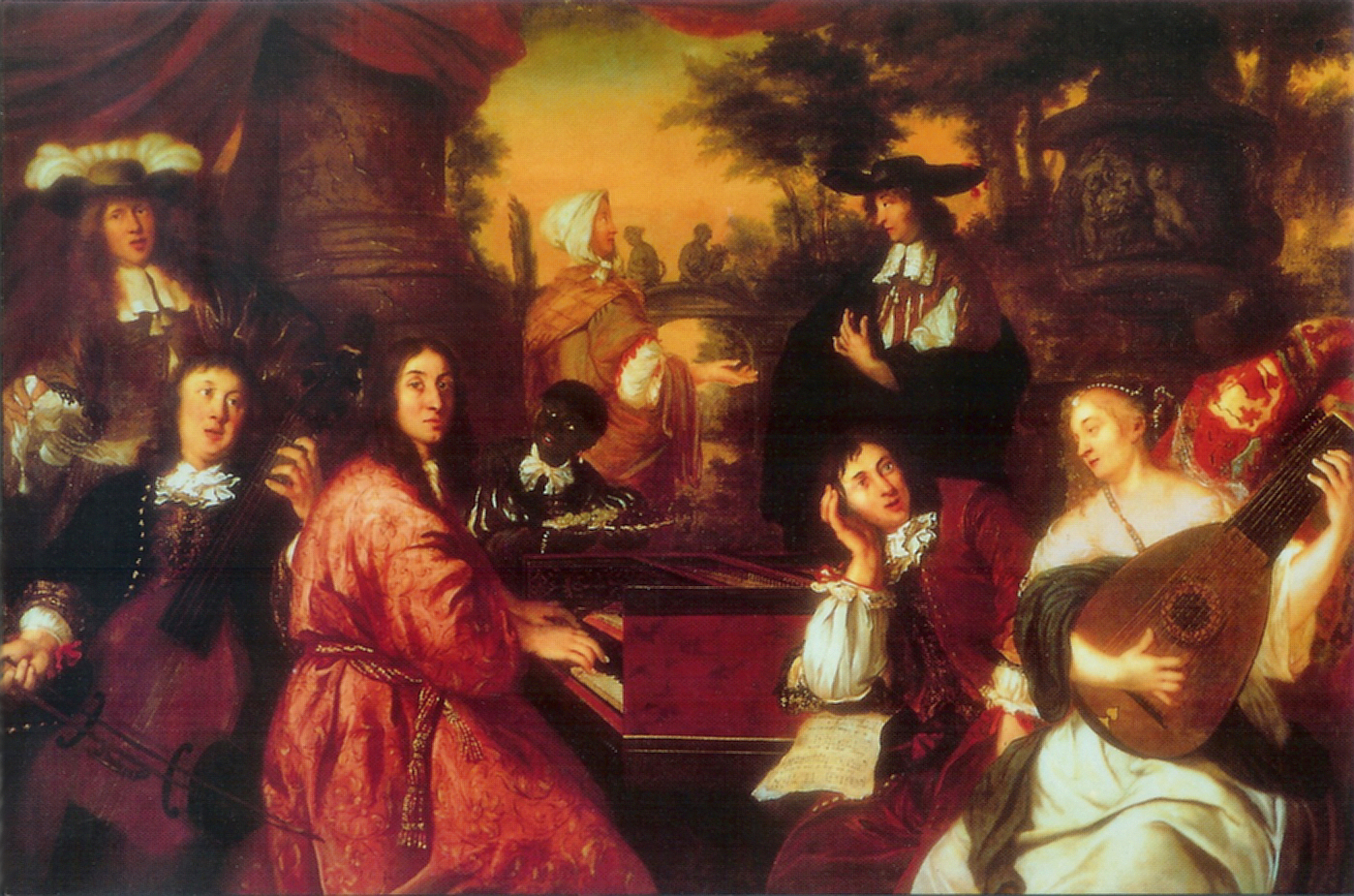
Johannes Voorhout, Häusliche Musikszene, 1674, Museum für Hamburgische Geschichte, Amburgo.

Non ci è pervenuto alcun ritratto certamente autentico di Dietrich Buxtehude. Tuttavia, un possibile suo ritratto è presente nel quadro Häusliche Musikszene ("Scena musicale domestica") di Johannes Voorhout, datato 1674.
Johann Adam Reincken si rivolse a Voorhout per rievocare due amici che avevano partecipato a un evento familiare. Nel quadro, il musicologo Christoph Wolff ha identificato tre musicisti: Reincken al centro, come committente dell'opera, seduto al clavicembalo; a sinistra un suonatore di viola da gamba identificato con Johann Theile; a destra, secondo Wolff, un possibile ritratto di Buxtehude. All'estrema destra, una donna suonatrice di liuto è una probabile allegoria della musica.
Sulle ginocchia del personaggio che Wolff ritiene essere Buxtehude è presente un foglio con il salmo 133 musicato in forma di canone, cui alle parole «Ecco quant'è buono e piacevole che i fratelli dimorino insieme» è aggiunto Canon perpet.: à 8 / In hon. Dit. Buxtehude / et Joh. Adam Reink: Fratrum. All'estrema sinistra è presente anche un personaggio in piedi con un cappello ornato di piume, forse un autoritratto del pittore. Significativa è la presenza di un servo nero e di grappoli d'uva, simboli di ricchezza e prosperità.
Nel 2007, però, la scoperta di un ritratto di Johann Theile ribaltò l'analisi di Wolff: poiché il ritratto di Theile non mostra alcuna somiglianza col personaggio indicato da Wolff nel quadro di Voorhout, i musicologi propendettero per l'idea che non fosse Theile il suonatore di viola da gamba nel dipinto.
Secondo l'analisi del 2007, infatti, Reincken sarebbe seduto al clavicembalo, l'uomo sulla destra sarebbe Johann Philipp Förtsch, un cantante dell'opera di Amburgo, amico di Reincken, mentre Dietrich Buxtehude sarebbe l'uomo a sinistra, con la viola da gamba. A sostegno di questa tesi, inoltre, un recente studio mette in evidenza la posizione delle dita del suonatore di viola da gamba: il pittore, infatti, ha ritratto il musicista nell'atto di suonare le note re e si♭ (D e B, secondo il loro nome tedesco), ossia le iniziali di Dietrich Buxtehude.

## Opere
Le composizioni di Dietrich Buxtehude sono catalogate nel Buxtehude-Werke-Verzeichnis ("Catalogo delle opere di Buxtehude", comunemente abbreviato in BuxWV), un elenco compilato nel 1974 da Georg Karstädt e pubblicato come Thematisch-Systematisches Verzeichnis der Musikalischen Werke von Dietrich Buxtehude. La seconda edizione, pubblicata nel 1985, contiene alcune aggiunte e correzioni. Il catalogo, che non elenca le composizioni in ordine cronologico ma è strutturato tematicamente, contiene 275 lavori. All'interno della Anhang ("appendice") ci sono altre quindici composizioni spurie o erroneamente attribuite.

### Composizioni per organo

#### Preludi
Ci sono pervenuti soltanto ventuno preludi, due toccate e un preambolo. Non essendoci alcun manoscritto autografo, tutte le sue composizioni per organo le conosciamo tramite copie, coeve o posteriori: alcune scritte in intavolatura, come scriveva Buxtehude, mentre la maggior parte in pentagrammi moderni. Le opere per organo sopravvissute fino al XXI secolo sono contenute nella Schmaler Tabulatur, di provenienza amburghese e databile 1696, la Lindemann Tabulatur, compilata fra il 1713 e il 1714, di provenienza amburgo-lubecchese, la Engelhart Tabulatur, databile fra il 1717 e il 1723, il Codice E.B. 1688, scritto in due pentagrammi e compilato da un organista di Dresda nel 1688, la Tabulatura Grobes, oggi perduta, che venne scritta nel 1675, i due Manoscritti di Pittsburg, dal nome della città nella cui biblioteca sono oggi custoditi, la Tabulatura di Lipsia, il Johann Günther Bach Buch, la Raccolta Christian Heinrich Rinck e la raccolta Preambula et Praeludia, tutte compilate fa il 1680 ed il 1690.
A queste si aggiungono alcune copie eseguite da membri della famiglia Bach: il Möllerschen Handschrift, compilato intorno al 1707, e l'Andreas Bach Buch, completato intorno al 1715. Altre fonti, più tarde, sono il Rink Ms, compilato nel 1790, il Joh. Ringk Ms e i Werndt Ms e Vienna Ms, entrambi risalenti alla fine del XIX secolo.
Benché contengano quasi sempre una o più fughe, è improprio denominare queste composizioni con il nome di Preludio e fuga, in quanto quest'ultimo termine associa tradizionalmente altre forme musicali, lontane dall'unicità strutturale delle composizioni di Buxtehude.
Il Praeludium pedaliter di Buxtehude deriva dalle toccate e dalle intavolature rinascimentali, con evidente influsso della tecnica dei virginalisti inglesi, specialmente William Byrd e John Bull, per quanto riguarda il virtuosismo e la libertà figurativa. Nello stile di Buxtehude, in genere, il preludio viene idealmente diviso in più parti: inizia solitamente con un episodio in stylus phantasticus al manuale o al pedale, seguito da una fuga, a volte succeduta da una nuova parte libera, cui fa seguito una seconda fuga. Non mancano tuttavia le eccezioni: le BuxWV 137 e 148 includono entrambe una ciaccona, mentre la BuxWV 141 presenta due fughe e sezioni di contrappunto imitativo.
I brani sono spesso a tre voci, a volte a quattro e occasionalmente a cinque, come la BuxWV 150. Le introduzioni sono in stile di improvvisazione, iniziando quasi sempre con un tema espresso da una singola voce, che poi viene ripreso e ampliato dalle altre. Gli interludi, le sezioni libere e i postludi coprono una vasta gamma di stili, dalla scrittura imitativa a varie forme di iterazione fra le voci. Le indicazioni di tempo sono spesso presenti. Il numero di fughe all'interno dei preludi varia da una a tre, senza contare le numerosissime sezioni in fugato. A volte, la rigorosità delle fughe viene improvvisamente interrotta per passare a sezioni libere.

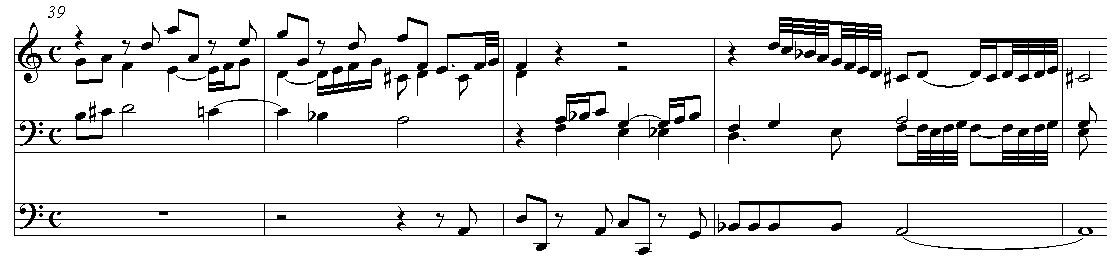
Preludio BuxWV 140. Esempio di dissoluzione di una fuga in una sezione libera.

#### Passacaglie e ciaccone
Antiche danze, probabilmente di origine spagnola, le passacaglie e le ciaccone sono brani con un basso, generalmente di quattro battute, che si ripete sempre uguale, sopra il quale si susseguono delle variazioni. Benché Johann Mattheson abbia cercato di distinguerle, passacaglia e ciaccona sono due forme molto simili. Buxtehude è l'unico esponente della scuola nordica a essersi cimentato con queste forme, care ai compositori della Germania meridionale come Johann Pachelbel e Johann Kaspar Kerll. A differenza dei suoi colleghi del sud, però, Buxtehude non ritornella le variazioni, sposta spesso l'ostinato dalla pedaliera al manuale e inserisce parti libere. L'ostinato, addirittura, viene variato e portato in tonalità vicine.
La passacaglia in re minore BuxWV 161, citata anche da Hermann Hesse nel suo romanzo Demian, la ciaccona BuxWV 159 e la ciaccona BuxWV 160 rappresentano eccezionali esempi di rigorosità stilistica, spesso arricchiti da sezioni in stylus phantasticus con improvvise variazioni e cadenze inaspettate. Il musicologo Piet Kee accomuna il ciclo di variazioni della passacaglia BuxWV 161 a quello lunare: la somma delle variazioni, infatti, riproduce con esattezza i giorni del ciclo lunare. Secondo Kee, Buxtehude, che compose anche una perduta raccolta di sette suite dedicate ai sette pianeti all'epoca conosciuti, potrebbe essersi ispirato al grande orologio astronomico posto all'interno della Marienkirche, distrutto nel 1942.

#### Corali per organo
Il corale è, tradizionalmente, uno degli elementi più importanti della liturgia luterana. Le composizioni incentrate sui corali, dunque, furono una delle basi su cui fiorì l'arte organistica nordica. Preceduto da un preludio al corale eseguito dall'organo, il corale divenne uno degli elementi portanti della produzione organistica tedesca, sviluppandosi in variazioni e fantasie. I testi dei corali per organo musicati da Buxtehude sono contenuti nel Lübeckisches Gesangbuch del 1703, mentre le melodie sono raccolte in un libro compilato da Johann Jacob Pagendarm nello stesso anno. La maggior parte dei corali di Buxtehude ci sono pervenuti grazie alle copie effettuate da Johann Gottfried Walther, che ricevette gli originali, andati perduti, da Andreas Werckmeister. Altri corali si trovano nel Rink Ms, nell'Andreas Bach Buch e nell'Agricola Ms, compilato dall'omonimo allievo di Johann Sebastian Bach.
Poiché tutte le composizioni ci sono pervenute col nome generico di corale, i musicologi per convenzione li hanno suddivisi in tre categorie: fantasie su corale, tipiche della scuola organistica nordica, preludi al corale, la forma più esercitata, e variazioni su corale, genere poco seguito da Buxtehude.
Fra le fantasie, degne di nota sono la Nun freut euch, lieben Christen g'mein BuxWV 210, dove il compositore altera tonalità e metro per creare sorprendenti effetti armonici fra le varie voci, i due Magnificat primi toni e il Te Deum, opere molto complesse, nelle quali Buxtehude elabora un tramite fra le opere in stylus phantasticus e il cantus firmus.
I preludi al corale, nella scuola organistica nordica, affondavano le loro radici nelle esecuzioni di Jacob Praetorius, allievo di Jan Pieterszoon Sweelinck, e di Heinrich Scheidemann. Buxtehude fu l'unico a raccoglierne l'eredità, in quanto né Tunder né Reincken si cimentarono in queste forme. A differenza dei suoi predecessori, però, Buxtehude raramente inizia con la semplice esposizione del materiale tematico, cominciando invece subito con una complessa polifonia.
Le variazioni su corale, invece, rappresentano una forma poco eseguita da Buxtehude. Degna di nota la Auf meinen liebe Gott BuxWV 179, che però nella forma somiglia più a una suite.

### Composizionimanualiter
La destinazione pratica delle composizioni manualiter di Buxtehude è incerta, così come per molte opere dei secoli XVII e XVIII. Alcune composizioni sembrano essere eseguibili al clavicembalo o al clavicordo, mentre altre hanno una sonorità migliore all'organo. In totale ci sono pervenuti due preludi (BuxWV 162 e 163) e due toccate (BuxWV 164 e 165), chiaramente in stile clavicembalistico. Il finale del preludio BuxWV 162, però, presenta una posizione di difficile esecuzione nel basso, il che farebbe supporre una destinazione organistica alla composizione. A queste opere si aggiungono tre fughe (BuxWV 174-176) e nove canzone (BuxWV 168-173 e 225).
Nelle sue diciotto suite (BuxWV 226-228 e 230-244) Buxtehude utilizza lo schema convenzionale (allemanda, corrente, sarabanda e giga), aggiungendo a volte una double, ossia una variazione, e una seconda sarabanda. Le variazioni (BuxWV 245-249) si basano su melodie popolari all'epoca famose, come More Palatino BuxWV 247 e La Capricciosa BuxWV 250. Le composizioni manualiter di Buxtehude sono quantitativamente e qualitativamente inferiori alle composizioni organistiche, e, tanto le opere per organo risultano innovative e sorprendenti, tanto quelle manualiter risultano ancora strettamente legate alle strutture formali precedenti. Buxtehude compose anche una raccolta di sette suite dedicate ai sette corpi celesti all'epoca conosciuti, intitolata Die Natur, oder Eigenschaft der Planeten, ma di essa ci rimane soltanto un'encomiastica recensione di Johann Mattheson.

### Composizioni vocali
Il catalogo delle composizioni di Dietrich Buxtehude riporta 122 opere vocali pervenuteci, delle quali sette considerate di dubbia attribuzione. Buxtehude, essendo organista e non Cantor, non aveva l'obbligo di comporre musica vocale per la chiesa: le sue composizioni, dunque, sono difficilmente collocabili all'interno dell'anno liturgico. Si tratta, in buona parte, di pezzi d'occasione, ossia musiche commissionate dai notabili di Lubecca per le ricorrenze più diverse (compleanni, battesimi, matrimoni, ad esempio). I pezzi sono assolutamente eterogenei, con un organico che varia da una sola voce accompagnata dal basso continuo fino a nove voci e quindici strumenti, da dieci battute a più di cinquecento.
I testi provengono in buona parte dal Libro dei Salmi, quindi sono in latino, mentre i testi in tedesco sono opera di Buxtehude stesso o provengono da scritti di Martin Lutero, Johann Rist, Ernst Christoph Hamburg, Angelus Silesius, Heinrich Müller e Johann Wilhelm Petersen.
All'epoca di Buxtehude il termine cantata veniva usato prevalentemente per indicare composizioni profane di derivazione italiana. Per la musica da chiesa, invece, si preferivano i termini Kirchenmusik o Kirchenstück, insieme a concerto sacro, aria e corale. Le composizioni di Buxtehude, scritte in movimenti separati, possono essere suddivise in cantate concerto-aria, antiche cantate miste (che univano arie e corali o concerti e corali) e Libretto Cantaten, che prevedono anche dei recitativi. Nelle composizioni in stile di concerto l'autore usa indifferentemente testi in latino o in tedesco, utilizzano spesso una sola voce, uno strumento e il basso continuo, che dialogano in forma concertante.
Le arie di Buxtehude spaziano, come organico, da una sola voce, due violini e continuo fino alle sei voci, due flauti, tre violini, due viole, violone, tre cornetti, tre trombe, tre tromboni e basso continuo della Wie wird erneuet, wie wirderfreuet BuxWV 110. Nelle arie, la musica sottolinea principalmente la metrica della poesia, a differenza del concerto, dove la musica è più legata alla prosa.
I corali, invece, uniscono i testi poetici delle arie con le sezioni contrastanti delle varie strofe del corale tradizionale. La musicologa Kerala Snyder individua quattro stili nei corali di Buxtehude: il concerto-corale e la sinfonia-corale, dove il solista intona il corale e le altre voci, affidate agli strumenti, accompagnano il canto; l'aria-corale e l'armonizzazione del corale-concerto, dove si fa uso degli incisi strumentali tipici del concerto per armonizzare a quattro voci il corale. Le cantate concerto-aria costituiscono alcune delle creazioni più ricche di Buxtehude, come il Membra Jesu Nostri BuxWV 75, un ciclo di sette cantate composto per la Settimana santa sul testo della Rhythmica oratio, un poema dello scrittore medioevale Arnolfo di Louvain, morto nel 1250. L'opera è divisa in sette parti, ciascuna delle quali corrispondente a una parte del corpo crocifisso di Gesù: piedi, ginocchia, mani, costato, torace, cuore e testa.

### Composizioni strumentali

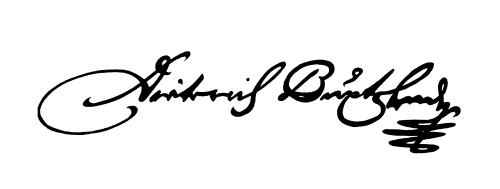
Firma di Dietrich Buxtehude.

Se si eccettuano alcuni lavori vocali composti per importanti matrimoni e il brano funebre Mit Fried und Freude BuxWV 76, le uniche composizioni pubblicate quando Buxtehude era ancora in vita sono le Suonate à doi, violino & viola da gamba, con cembalo op. 1 (BuxWV 252-258), edite probabilmente nel 1694, e una raccolta con lo stesso titolo e l'aggiunta di op. 2 (BuxWV 259-265), pubblicata nel 1696 dall'editore Nicolaus Spieringk di Amburgo. Oltre a queste, ci sono pervenute altre sei sonate manoscritte, che appaiono essere più antiche di quelle stampate: due presentano lo stesso organico delle raccolte a stampa (BuxWV 272 e 273), due sono per due violini, viola da gamba e basso continuo (BuxWV 266 e 271), una per viola da gamba e continuo (BuxWV 268) e una per viola da gamba, violone e continuo (BuxWV 267).
Le opus 1 e 2, entrambe contenenti sette sonate, sono ordinate secondo tonalità progressive, con un organico tipico della tradizione tedesca. Tutte le sonate sono caratterizzate da estremo virtuosismo, con un'alternanza di diverse tecniche compositive: ostinati nel basso, sezioni in stylus phantasticus, fugati e passaggi imitativi. Simili, come forma e struttura, sono le sei sonate pervenuteci manoscritte.